# فرودگاه چایگنیک
فرودگاه چایگنیک (به انگلیسی: Chignik Airport) یک فرودگاه همگانی بهره‌برداری هوایی است که یک باند فرود شن دارد و طول باند آن ۷۹۲ متر است. این فرودگاه در شهر چیگنیک، آلاسکا کشور ایالات متحده آمریکا قرار دارد و در ارتفاع ۵ متری از سطح دریا واقع شده‌است.